# Web Standards Project
Het Web Standards Project (WaSP) is een groep van webontwikkelaars die zich inzetten voor het gebruik van webstandaarden zoals voorgeschreven door het World Wide Web Consortium. Ze werken hiervoor onder andere samen met de ontwikkelaars van webbrowsers, de ontwikkelaars van ontwerpprogramma's voor het web, en andere organisaties die zich voor hetzelfde doel inzetten. Het Web Standards Project werd opgericht in 1998.
Het Web Standards Project wordt momenteel (maart 2008) geleid door Kimberly Blessing en Drew McLellan. De leden van het Web Standards Project hebben zich verdeeld in zogeheten Task Forces die zich richten op een bepaalde taak, zoals het verbeteren van de webstandaarden in bepaalde programma's of het verbeteren van de toegankelijkheid van webpagina's. Daarnaast is het Web Standards Project bekend door het ontwikkelen van de Acid-testen waarmee getest kan worden of webbrowsers aan de standaarden voldoen.

## Acid-testen
De Acid-testen zijn testpagina's die de implementatie van verscheidene technieken testen. Deze pagina's dienen er in alle webbrowsers hetzelfde uit te zien. Op deze manier kan de pagina gebruikt worden om tekortkomingen op te sporen in verschillende browsers.
Acid1Testpagina voor de CSS1-standaard.
Acid2Testpagina voor CSS1, CSS2 en PNG.
Acid3Testpagina voor CSS2.1, ECMAScript, DOM en verscheidene andere standaarden, zoals SVG, HTML, SMIL en Unicode.
Acid4Een ontwerptestpagina voor CSS3, SVG en gemengde namespaces